# Pajujärvi (sjö i Finland)
Pajujärvi är en sjö i Finland. Den ligger i kommunen Hyrynsalmi i landskapet Kajanaland, i den centrala delen av landet, 500 km norr om huvudstaden Helsingfors. Pajujärvi ligger 195 meter över havet. Arean är 30,9 hektar och strandlinjen är 2,63 kilometer lång. Sjön  ingår i Uleälvens huvudavrinningsområde. 